# Kanton Gap-Nord-Ouest
Gap-Nord-Ouest  is een voormalig kanton van het Franse departement Hautes-Alpes. Het kanton maakte deel uit van het arrondissement Gap en omvatte uitsluitend een deel van de stad Gap. Op 22 maart 2015 werden de zes kantons van Gap opgeheven en werd de stad verdeeld over vier nieuwe kantons.